# Cantón de Passais
El cantón de Passais era una división administrativa francesa, que estaba situada en el departamento de Orne y la región de Baja Normandía.

## Composición
El cantón estaba formado por ocho comunas:
- L'Épinay-le-Comte
- Mantilly
- Passais
- Saint-Fraimbault
- Saint-Mars-d'Égrenne
- Saint-Roch-sur-Égrenne
- Saint-Siméon
- Torchamp

## Supresión del cantón de Passais
En aplicación del Decreto nº 2014-247 de 25 de febrero de 2014, el cantón de Passais fue suprimido el 22 de marzo de 2015 y sus 8 comunas pasaron a formar parte del nuevo cantón de Bagnoles-de-l'Orne.